# Massimo Mariotti
(Giovanbattista Massari, ct Italia)
Massimo Mariotti (Grosseto, 8 aprile 1964) è un allenatore di hockey su pista ed ex hockeista su pista italiano, allenatore del Grosseto. Detiene il record del maggior numero di titoli vinti da un hockeista italiano nella storia. 
È fratello maggiore di Enrico Mariotti.

## Carriera
Cresce hockeysticamente nella squadra della sua città, il Circolo Pattinatori Grosseto, dove fa l'esordio in prima squadra nella stagione 1979-80 per portare poi a termine altre due stagioni in serie B. Si mette in vetrina nella vicina Follonica, facendo l'esordio nel campionato di hockey di serie A e agguantando subito la semifinale valevole lo scudetto (1982-83).

### La consacrazione
La stagione successiva compie il grande salto andando a giocare con il mitico Hockey Novara e la seconda annata piemontese (1985-86) è quella della definitiva consacrazione. Vince tutto: Scudetto, Coppa Italia e coppa Cers, primo trofeo europeo della storia del club novarese. Dopo un'altra Coppa Italia si trasferisce per la stagione 1986-87 all'Hockey Club Monza, quindi passa all'Amatori Vercelli dove conquista la sua seconda Coppa Cers e ritorna nel 1988-89 all'Hockey Club Monza riuscendo nella doppietta Coppa Italia-Coppa Cers. La seconda parte degli anni ottanta è ricca di soddisfazioni anche con la Nazionale del commissario tecnico Massari per il quale Massimo Mariotti è un autentico pilastro (sempre presente dal 1983 al 1993). Nell'estate 1986 a Sertaozhino, in Brasile, si laurea campione del mondo per poi fare il bis nel 1988 a La Coruna (Spagna), spezzando quindi l'egemonia iberica nelle grandi competizioni.

### L'apice da atleta
Nell'estate del 1989 si trasferisce al Seregno dove raggiunge il suo apice da giocatore: in tre anni vince una Coppa Cers e lo Scudetto, mentre in Nazionale si laurea campione d'Europa a Lodi dove viene eletto anche miglior giocatore della rassegna continentale. Partecipa sempre con l'Italia alle Olimpiadi del 1992 a Barcellona, dove vince la medaglia di bronzo a spese del Portogallo. Abbandona la nazionale nel 1993 all'indomani dei Campionati del Mondo di Sesto San Giovanni, dove l'Italia perde la finale. Dal 1992 al 1995 gioca di nuovo con l'Hockey Novara collezionando tre Scudetti, altrettante Coppe Italia e l'ennesima Coppa Cers. Poi tre stagioni a Vercelli e, nell'estate 1998, la scommessa Primavera Prato.
Dopo un inseguimento lungo cinque stagioni arrivano la Coppa Italia e lo Scudetto, primi successi da allenatore-giocatore insieme ad una Coppa di Lega.

### Il Follonica degli "Immarcabili"
Nel 2004 passa al Follonica Hockey dove riscrive la storia del club maremmano e dell'hockey su pista italiano a suon di record e trionfi plasmando quella che passerà alla storia come la più vincente squadra della penisola. Nella prima stagione è "grande slam" con la vittoria, in fila, di Coppa Italia, Coppa Cers e Scudetto, il primo del club di via Sanzio. In totale durante le sue cinque annate maremmane finiscono in bacheca 4 Scudetti, 5 Coppe Italia, 3 Supercoppe Italiane, la sesta Coppa Cers personale e, soprattutto, la Champions League e la Coppa Intercontinentale.

#### La prima Champions "italiana"
Per la prima volta nella storia dell'hockey su pista una squadra italiana vince la Champions League: il Consorzio Etruria Follonica a Torres Novas, in Portogallo, sconfigge prima il Porto (9-4), quindi il Reus (3-2) laureandosi il 6 maggio 2006 campione d'Europa per club. A completare il trionfo la vittoria sul Noia (4-3) a titolo ormai conquistato. Dopo tanti assalti falliti, Massimo Mariotti raggiunge la vittoria tanto ambita da tutto il movimento . Da antologia, nel turno preliminare della competizione, l'eliminazione del Barcellona dei record: decisiva la vittoria per 4-1 a Follonica. Di seguito i giocatori della rosa che si sono conquistati il titolo di "Immarcabili"  salendo sul tetto d'Europa prima e del mondo poi .

### Il ritorno in pista e poi in panchina
Dopo la "rottura" con il club follonichese, nel 2009-10 non ha allenato, ma ha partecipato come giocatore alla vittoria del campionato di serie B con il Castiglione tornando in pista all'età di 46 anni. A inizio luglio l'accordo con il Cgc Viareggio.

### Il ciclo vincente a Viareggio
Con il Cgc Viareggio alza al cielo la Coppa Italia, primo successo nella storia del club, e torna a giocare segnando due reti il 22 febbraio (Viareggio-Giovinazzo 14-8). Quindi completa l'opera il 7 giugno 2011 vincendo il primo scudetto nella storia del CGC Viareggio (undicesimo personale) con un netto 3-0 al Valdagno. Con il club bianconero centra altre due finali per lo scudetto vincendo poi nell'ottobre 2013 la Supercoppa Italiana per poi disputare a fine gennaio 2014 un'altra finale di Coppa Italia.

### La rifondazione azzurra e l'impresa di Alcobendas
Soprannominato prima "Stallone Maremmano”, poi "Faraone" e ultimamente "Mister Hockey" (dal titolo della sua biografia), per compagni e amici è sempre il “Mario”. Da allenatore ha guidato anche la Nazionale Italiana ottenendo un argento europeo nel 2004 per poi essere richiamato - parallelamente al ruolo di allenatore del Cgc Viareggio - come ct azzurro a fine 2010 centrando il quinto posto nel Mondiale di San Juan (settembre 2011). Ha portato la selezione italiana a centrare il bronzo nei campionati Europei di Paredes (settembre 2012) e il quinto posto nei campionati Mondiali in Angola (settembre 2013). Straordinaria l'impresa da leggenda scritta ad Alcobendas, in Spagna. L'Italia dopo aver battuto Svizzera e Germania impone il pareggio alla Spagna (2-2) interrompendo una striscia di vittorie lunga 61 incontri, vince con il Portogallo (3-2) dieci anni dopo l'ultima volta e supera in rimonta la Francia (5-4) diventando, grazie al concomitante pareggio tra Spagna e Portogallo, campione d'Europa.

### Record
Ha disputato in totale 21 finali scudetto (undici di fila, di cui nove da giocatore) in 29 edizioni di play off (di cui 27 consecutive) alle quali ha preso parte.
In campo internazionale ha il record di Coppe CERS conquistate (6, nessuno come lui), ha vinto una Eurolega (competizione a invito, dimostrativa) ed è l'unico allenatore italiano ad aver vinto una Champions League e una Coppa Intercontinentale.
Con la maglia della nazionale italiana ha partecipato a sei edizioni dei campionati del mondo (vincendo quelle del 1986 e del 1988) e ha conquistato il titolo europeo a Lodi nel 1990. Ha preso parte alle Olimpiadi del 1992 a Barcellona, con l'hockey su pista ammessa come disciplina dimostrativa: vinse la medaglia di bronzo. Da tecnico azzurro ha vinto titolo europeo ad Alcobendas nel 2014.
Da giocatore vanta 1.298 gol in competizioni ufficiali: 1.175 nei club e 123 in Nazionale. Vanta 25 stagioni consecutive disputate nelle coppe europee (dieci in Champions League, sei in Coppa dei Campioni, otto in Coppa Cers e una in Coppa delle Coppe).

### Il libro
Massimo Mariotti è anche il primo personaggio dell'hockey su pista a cui sia stata dedicata una biografia (autorizzata). "Mister Hockey - La storia di Massimo Mariotti" è il libro scritto dai giornalisti Nicola Uras e Matteo Alfieri (Sb Editore, 2009) sulla figura di Mariotti, giocatore e allenatore.

## Palmarès

### Giocatore

#### Club

##### Titoli nazionali
- Campionato italiano: 11

Novara: 1984-1985, 1992-1993, 1993-1994, 1994-1995
Seregno: 1990-1991
Primavera Prato: 2002-2003
Follonica: 2004-2005, 2005-2006, 2006-2007, 2007-2008
CGC Viareggio: 2010-2011
- Coppa Italia: 12

Novara: 1984-1985, 1985-1986, 1992-1993, 1993-1994, 1994-1995
Monza: 1988-1989
Primavera Prato: 2002-2003
Follonica: 2004-2005, 2005-2006, 2006-2007, 2007-2008, 2008-2009
- Coppa di Lega: 1

Primavera Prato: 2001-2002
- Supercoppa italiana: 3

Follonica: 2005, 2006, 2008

##### Titoli internazionali
- CERH European League: 1

Follonica: 2005-2006
- Coppa CERS/WSE: 6

Novara: 1984-1985, 1992-1993
Amatori Vercelli: 1987-1988
Monza: 1988-1989
Seregno: 1989-1990
Follonica: 2004-2005
- Coppa Intercontinentale: 1

Follonica: 2007

#### Nazionale
- Campionato mondiale: 2

Sertãozinho 1986, La Coruña 1988
- Campionato europeo: 1

Lodi 1990

### Allenatore

#### Club

##### Titoli nazionali
- Campionato italiano: 1

CGC Viareggio: 2010-2011
- Coppa Italia: 1

CGC Viareggio: 2010-2011
- Supercoppa italiana: 1

CGC Viareggio: 2013

#### Nazionale
- Campionato europeo: 1

Alcobendas 2014

## Onorificenze
Giocatore italiano vincitore di più titoli nella storia.